# System ligowy piłki nożnej w Islandii
System ligowy piłki nożnej w Islandii to stopniowa struktura powiązanych ze sobą lig klubów piłkarskich lub sekcji piłkarskich klubów sportowych w Islandii, zarządzana w całości przez Knattspyrnusamband Íslands.

## Kluby męskie

### Struktura
| Poziom | Liga                                 |
| ------ | ------------------------------------ |
| 1      | Úrvalsdeild karla 12 drużyn          |
|        | ↓↑ 2 drużyny                         |
| 2      | 1. deild karla 12 drużyn             |
|        | ↓↑ 2 drużyny                         |
| 3      | 2. deild karla 12 drużyn             |
|        | ↓↑ 2 drużyny                         |
| 4      | 3. deild karla 10 drużyn             |
|        | ↓↑ 2 drużyny                         |
| 5      | 4. deild karla 10 drużyn             |
|        | ↓↑ 2 drużyny ???                     |
| 6      | 5. deild karla 18 drużyn w 2 grupach |

#### Awanse z 5 poziomu
Do 2023 roku, z 4. deild do 3. deild awansują tylko dwie drużyny. Po dwie najlepsze drużyny z każdej z czterech grup grają play-off (mecz i rewanż). Do 3. deild awansują oba zespoły, które w play-off dojdą do meczu finałowego (rozgrywany tylko jeden), który wyłania mistrza 4. deild. Zespoły, które spadły z 3. deild zajmują miejsce w jednej z czterech grup 4. deild. Skład grup może się zmieniać z roku na rok w celu równomierniego rozłożenia liczby występujących drużyn.

### Rozgrywki pucharowe
- Puchar Islandii
- Superpuchar Islandii
- Puchar Ligi Islandzkiej

Do rozgrywek dopuszczone są wszystkie kluby ligowe.

## Kluby damskie

### Struktura
| Poziom | Liga                         |
| ------ | ---------------------------- |
| 1      | Úrvalsdeild kvenna 10 drużyn |
| 2      | 1. deild kvenna 10 drużyn    |
| 3      | 2. deild kvenna 8 drużyn     |

### Rozgrywki pucharowe
- Puchar Islandii
- Superpuchar Islandii
- Puchar Ligi Islandzkiej